# Asteroide troià terrestre
Els troians terrestres són asteroides que orbiten el Sol en una trajectòria orbital similar a la de la Terra en el veïnatge dels punts de Lagrange Terra-Sol L₄ (liderant a 60°) i L₅ (en cua a 60°). Porten el nom dels asteroides troians que estan associats amb els anàlegs dels punts de Lagrange de Júpiter.
La seva ubicació al cel com s'observa des de la superfície de la Terra rondaria al voltant de 60° a l'est o l'oest del Sol. Ja que la gent tendeix a buscar asteroides en elongacions molt més grans, s'han realitzat algunes recerques en aquestes zones.
L'asteroide de 300 metres de diàmetre 2010 TK7 s'ha determinat per associar-se en el punt de Lagrange L₄ de la Terra, liderant l'òrbita de la Terra, per Martin Connors i els seus companys de la Universitat d'Athabasca utilitzant el satèl·lit Wide-field Infrared Survey Explorer (WISE). És el primer troià de la Terra confirmat.

## Llista
L₄
- 2010 TK7

L₅

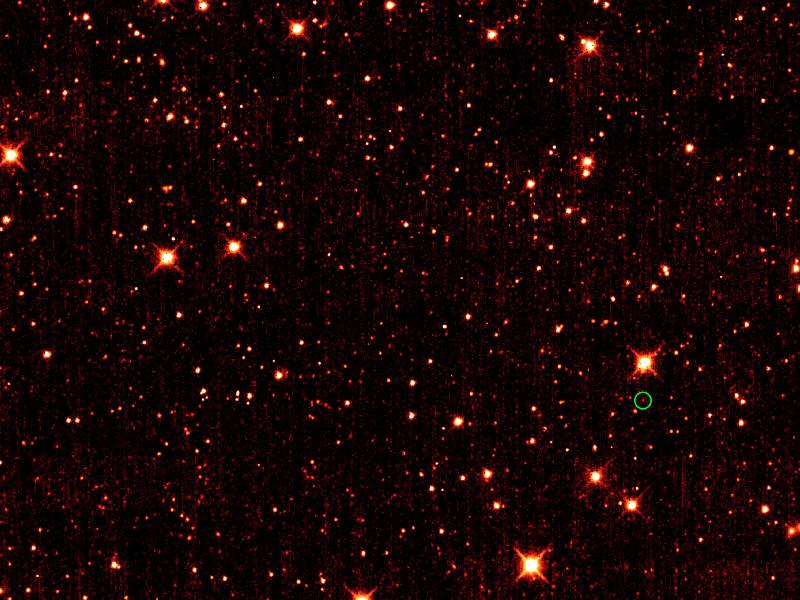
2010 TK7, el primer troià terrestre (i únic fins ara), ubicat en el cercle verd anotat a la part inferior dreta

- En l'actualitat, no hi ha objectes confirmats, ni hi ha objectes sospitosos de ser troians L5 de la Terra.

## Significança
Les òrbites dels troians de la Terra podrien ser menys energèticament costoses per arribar a la Lluna, tot i que són centenars de vegades més distants. Aquests asteroides podrien un dia ser útils com a fonts d'elements que són rars prop de la superfície de la Terra. A la Terra, els sideròfils com l'iridi són difícils de trobar, ja que gran part s'ha enfonsat fins al nucli del planeta poc després de la seva formació. Un petit asteroide podria ser una font rica d'aquests elements, fins i tot si la seva composició general és similar a la de la Terra; a causa de la seva petita grandària, ja que els cossos perdrien calor molt més ràpidament que un planeta una vegada s'haguessin format i, per tant, no s'han fos, un requisit previ per a la diferenciació. Els seus camps gravitatoris febles també han inhibit la separació significativa de material dens i lleuger; una massa de la mida de 2010 TK₇ exerciria una força gravitacional superficial de menys de 0,00005 vegades la de la Terra.

## Altres companys de la Terra
La Terra té una segona companya, l'asteroide 3753 Cruithne, d'uns 5 km, en un tipus peculiar de la ressonància orbital anomenat ferradura de superposició. És probable que només tingui un enllaç temporal. Diversos altres objectes petits s'han trobat en òrbites similars. Encara que aquests objectes estan en ressonància orbital 1:1, no són troians terrestres perquè cada un d'ells no s'ha alliberat del punt de Lagrange Sol-Terra definitivament, o de L₄ i L₅.